# Llengües de Nova Caledònia

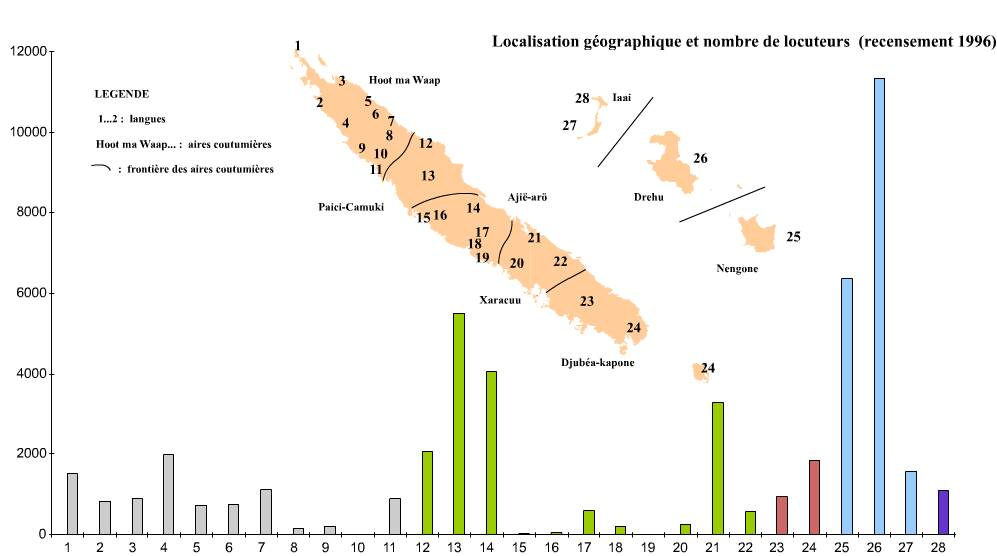
Poblacions de les llengües natives de Nova Caledònia

Aquest és un article sobre les llengües de Nova Caledònia. La llengua oficial de Nova Caledònia és el francès. Els habitants que es declaren part de la comunitat europea, i que representen el 27% de la població total del territori en 2014, parlen un to diferent de francès com a llengua materna que el francès procedent de la França metropolitana i temporalment assentat a Nova Caledònia, anomenat «francès de Nova Caledònia». Aquesta llengua de Nova Caledònia és sobretot un accent lèxic i una expressió particular i subjeu en tota una cultura caldoche que tendeix a perdre's, sobretot en Noumea. En «brousse», encara està ben marcat.
Quant a les ètnies melanèsies del territori, els canacs (39% en 2014), es divideixen en diverses llengües maternes indígenes segons la regió, però utilitzen el francès de Nova Caledònia i de la metròpoli com a lingua franca entre si, i per a comunicar-se amb els caledonis «blancs» i altres ètnies que viuen en l'arxipèlag. Els joves melanesis utilitzen cada vegada més el francès com a llengua d'ús quotidià en detriment de les llengües ancestrals, que s'estan perdent gradualment.
L'ús del francès de Nova Caledònia en les poblacions blanques, mestisses, melanèsies i altres poblacions és molt similar al de l'anglès a Austràlia i Nova Zelanda entre els habitants blancs, aborígens australians o maoris d'aquests països veïns —el francès a Nova Caledònia és per a l'idioma francès el que l'anglès australià i l'anglès neozelandès i altres territoris de la Commonwealth són per a l'idioma anglès.
Per exemple, igual que Austràlia, Nova Caledònia tenia una població de convictes, deportats i funcionaris civils i militars de la França metropolitana i del nord d'Àfrica en el segle XIX: la influència d'aquesta població es troba en l'idioma actual, en moltes paraules i expressions, i en altres préstecs —el mateix tipus d'influència lèxica per a l'anglès australià.
A més d'aquest exemple històric, les especificitats lèxiques del francès a Nova Caledònia poden ser paraules estrangeres o franceses, però que rares vegades són utilitzades pels residents metropolitans o d'altres maneres —exemple: «vella» significa «dona». De fet, moltes expressions d'aquest parlar no són específiques de Nova Caledònia, sinó que s'utilitzen predominantment en determinades situacions.
També hi ha paraules de llengües melanèsies, la més famosa de les quals és el yossi de drehu, la llengua de Lifou.
El fet que alguns dels colons assentats en el segle xix fossin d'origen anglosaxó —sobretot per haver transitat per Austràlia, com ho testifica la presència de famílies amb cognoms britànics com els Martins, que es pronuncien "Martine", o els Dalys, que es pronuncien "Délé"—, o la presència d'americans durant la Segona Guerra Mundial —març de 1942 a setembre de 1945—, va portar amb si alguns accents i paraules en anglès (exemples): "bus" es pronuncia "beusse"; "coaltar" per al betum; ta-ta o tata que és una paraula infantil anglesa per a dir adéu que va aparèixer a Anglaterra en 1837.
Finalment, l'idioma de Nova Caledònia també ha incorporat expressions i formes de parlar d'altres idiomes a la regió d'Àsia i el Pacífic, inclòs el tahitià.

## Francès
En 2009, 180.809 habitants majors de 10 anys podien parlar francès o més, gairebé la totalitat de la població (98,9%, inclòs el 99,8% de métis i tahitians, el 99,5% d'europeus i els que van declarar ser " altres"), El 99,4% dels canacs, el 98,9% dels vanuatuans, el 98,7% dels indonesis, el 98,4% dels "no declarats", el 97,9% dels Wallis i Futuna i vietnamites i únicament el 58% dels altres asiàtics). Dels quals, 177.945 podien llegir-lo i escriure'l (98,4% dels francòfons i 97,3% de la població total major de 10 anys, incloent el 99,1% dels europeus, el 98,9% dels métis, el 98,7% dels "altres", el 98,1% dels canacs, el 97,7% dels tahitians i el 95,5% dels "no declarats", 92,9% dels wallisians i futunians, 92,1% dels indonesis, 91,5% dels vietnamites, 88,8% dels vanuatuans i 53,4% dels altres asiàtics), únicament 1.160 el van llegir (0,6% dels francòfons i de la població total). La llengua francesa com a llengua materna va en augment en el territori, en detriment d'altres llengües, en particular en el context familiar: així, en 2000, el 70% dels alumnes van declarar que ja no parlaven la seva llengua.

## Llengües locals
Però també hi ha 28 idiomes locals (que són llengües austronèsies), quatre dels quals tenen ensenyament secundari opcional, estan disponibles en el nivell de batxillerat i s'ensenyen a la Universitat de Nova Caledònia: dos a Grande Terre (paicî, a les regions de Poindimié i Koné-Pouembout, i ajië, a la regió de Houaïlou), i dues a les Illes de la Lleialtat (nengone, a l'illa de Maré, i drehu, a l'illa de Lifou). En 2013, unes altres quatre també estan disponibles com a opcions en algunes universitats: el xârâcùù de la regió de Canala i Thio en la costa est de Grande Terre (a dos col·legis privats en Thio i Houaïlou i dos col·legis públics a Canala i La Foa), el iaai d'Ouvéa (en els dos col·legis de l'illa, un privat i un altre públic), el Nââ drubéa (originalment parlada a Grand Nouméa i Yaté, ensenyada al col·legi públic de Yaté) i el fwâi de Hienghène (en el col·legi públic d'aquest municipi) En 2013, hi havia 2.741 estudiants d'ensenyament mitjà i 406 d'ensenyament secundari que estudiaven en llengües canac, enfront de 2.359 i 655, respectivament, en 2005.
La defensa, la promoció i el desenvolupament d'aquestes llengües canac estan a càrrec d'una Acadèmia de les Llengües Canac, creada en 2007 per a aplicar una de les disposicions de l'Acord de Nouméa. En 2014, 68.345 persones de 14 anys o més (70.428 en 2009) van declarar que parlaven o entenien almenys una llengua canac, sent la més parlada el drehu (15.949), el nengone (8.940), el paicî (6.866), el xârâcùù (5.287), l'ajië (5.019) i l'iaai (3.821). Els menys parlats van ser el zire (20 persones, a Bourail i Moindou), el pwapwâ de Voh (79), el neku (86, a Bourail i Moindou), l'arhâ de Poya (135) i el pije de Hienghène (160). També hi ha una llengua criolla de base lèxica francesa, el tayo, que únicament es parla en la tribu de Saint-Louis a Le Mont-Dore per uns 1.033 parlants.

## Llengües d'immigració
Les altres llengües parlades per les comunitats que viuen en l'arxipèlag són de wallisià, tahitià, vietnamita, javanès i bislama (en Vanuatu, i en menor mesura xinès mandarí, xinès cantonès, japonès i l'anglès.

## Estatus legal
Nova Caledònia és part de la República Francesa, la seva llengua oficial és el francès, seguint la llei constitucional 92-554 (juny de 1992). Aquesta llei és aplicable a tots els camps (justícia, tribunals, administració, escoles ...). El 1853, un decret imposava l'ensenyament del francès a totes les escoles de la colònia, i el 1863 només es permetia l'ensenyament del francès perquè els colonitzadors no volien que els altres idiomes competissin amb els francès.
A nivell de legislació i justícia, en algunes ocasions poden recórrer a una llengua canac (per exemple, en la conversa oral). Una sèrie de decrets i clàusules permeten, en alguns casos, l'ús de les llengües canac en l'educació. La llei més important a aquest efecte és la Loi d'orientation d'Outre-Mer (llei 2000-1207, desembre 2000) que estableix que cal respectar aquestes llengües pròpies que formen part de la cultura de Nova Caledònia.

## Educació
L'escola secundària està sota l'autoritat estatal (a diferència del centre d'educació infantil i primària, que es troba sota l'autoritat provincial), per tant, l'idioma en aplicació és el francès. Algunes escoles ofereixen classes d'idiomes opcionals, però encara és molt escàs. No obstant això, s'ofereixen quatre idiomes al batxillerat: ajië, drehu, nengone i paicî.
Hi ha hagut controvèrsies sobre el sistema educatiu, com s'ha afirmat, que els programes no s'ajusten a la població. Com a departament francès d'ultramar, Nova Caledònia està gairebé exclusivament sota el control administratiu de França a nivell educatiu i els llibres de text estan adaptats als estudiants europeus. A més, el francès només és una segona llengua per a una minoria important de neocaledonians. Aquesta situació s'ha descrit com una de les principals causes de l'alta taxa d'analfabetisme i fracàs escolar dels estudiants de Nova Caledònia. La taxa d'èxit en el batxillerat és molt baixa.
Alguns han advocat per augmentar la importància de les llengües maternes com a mitjà docent a l'escola, tot reduint l'estatus francès a una segona llengua. Els crítics han assenyalat que aquesta proposta nega la realitat, ja que el francès és la llengua materna predominant entre els estudiants de Nova Caledònia.